# DK–MSZP–Párbeszéd Szövetség
A DK–MSZP–Párbeszéd pártszövetség (hivatalosan: DK–MSZP–Párbeszéd-ZÖLDEK, más néven: szociáldemokrata-zöld szövetség) egy rövid életű választási együttműködés volt, amit a Demokratikus Koalíció, a Magyar Szocialista Párt és a Párbeszéd kötött 2024 tavaszán, válaszul Magyar Péter jobbközép pártjának mérhető erősödésére.
Dobrev Klára, a Demokratikus Koalíció árnyék-miniszterelnöke 2024. március 28-án jelentette be, hogy a pártszövetség a 2024-es EP- és önkormányzati választáson, valamint – szándékai szerint – a 2026-os országgyűlési választáson is közös listán indul, biztosítva a választóknak egy egységes szociáldemokrata-zöld listát.
A választási szövetség a 2024-es európai parlamenti választáson elért gyenge eredmény után felbomlott, amit hivatalosan Gyurcsány Ferenc erősített meg 2024. október 19-én.

## A pártszövetség tagjai
|  |  | Párt                    | Politikai ideológia                          |
|  |  | ----------------------- | -------------------------------------------- |
|  |  | Demokratikus Koalíció   | szociáldemokrácia, szociálliberalizmus       |
|  |  | Magyar Szocialista Párt | szociáldemokrácia, demokratikus szocializmus |
|  |  | Párbeszéd - ZÖLDEK      | zöldpolitika                                 |

## Előzmények, megegyezés
Magyar Péter 2024. március 15-én bejelentette pártalapítási szándékát. Számos kritikát fogalmazott meg a rezsimmel kapcsolatos aggályairól és a súlyos visszaélésekről, azonban a Gyurcsány Ferenc fémjelezte ellenzéki baloldalt is komolyan bírálta, sőt, "egy brancs"nak nevezte a Fidesszel a baloldali pártokat.
Hamarosan 15-20% körülire mérték a még meg sem alakult politikai formációt, így a baloldali formációknak lépnie kellett: ellenzéki pártok közül a Demokratikus Koalíció, a Szocialista Párt és a Párbeszéd hosszútávú politikai szövetségről döntött, melyet 2024. március 28-án Dobrev Klára jelentette be egy sajtótájékoztatón. Megegyeztek, hogy egy egységes szociáldemokrata-zöld listán indul a három párt a 2024-es EP- valamint 2026-os országgyűlési választáson.

## Választások

### Önkormányzati választások

#### Fővárosi közgyűlés
| Választás | Szavazatok száma | Szavazatok aránya | Mandátumok száma | +/- | Státusz (támogató/ellenzék) |
| --------- | ---------------- | ----------------- | ---------------- | --- | --------------------------- |
| 2024-es   | 131 696          | 16,62%            | 7 / 33           | 81  | támogató                    |

1A 2019-es választáson a három pártnak összesen 15 képviselője nyert mandátumot.

### Európai parlamentiválasztások
| Választások | Szavazatok száma | Szavazatok aránya | +/- | Mandátumok száma | Európai parlamenti csoport | Európai parlamenti alcsoport |
| ----------- | ---------------- | ----------------- | --- | ---------------- | -------------------------- | ---------------------------- |
| 2024-es     | 366 412          | 8,06%             | 31  | 2 / 21           | S&D                        | PES                          |

1 2019-es választáson a három pártnak összesen 5 képviselőjük jutott ki.